# Dekaloog (televisieserie)
Dekaloog is een Poolse tiendelige dramaserie uit 1989 geregisseerd door Krzysztof Kieślowski met muziek van Zbigniew Preisner. Elk van deze televisiefilms duurt ongeveer een uur en staat in relatie tot een van de tien geboden. God is aanwezig in de films, maar Hij ontslaat de mens niet van zijn verantwoordelijkheid. De verschillende verhalen spelen zich af in een grauw appartementsblok waar de verschillende personages naast of met elkaar leven.

## Afleveringen
1. Dekaloog, een: Vereer naast mij geen andere goden. Een jongen en zijn vader plaatsen rationaliteit boven geloof.
2. Dekaloog, twee: Misbruik de naam van de HEER, uw God, niet. Een vrouw is zwanger van haar minnaar en haar man ligt op sterven. Ze zoekt zekerheid bij de dokter van haar man.
3. Dekaloog, drie: Houd de sabbat in ere, het is een heilige dag. Ewa voelt zich op Kerstnacht alleen. Ze zoekt haar minaar uit het verleden op.
4. Dekaloog, vier: Toon eerbied voor uw vader en uw moeder. De sterke band tussen een vader en zijn dochter verandert snel wanneer ze een brief vindt van haar gestorven moeder.
5. Dekaloog, vijf: U zult niet doodslaan. Piotr is een jonge advocaat die bij zijn eerste zaak het leven van de moordenaar Jacek leert kennen
6. Dekaloog, zes: U zult niet echtbreken. Tomek begluurt zijn buurvrouw, die een jonge knappe kunstenares is. Op een dag bekent hij dat hij verliefd is op haar, Tomek ontdekt dat seks geen liefde is en Magda ontdekt dat liefde niet hetzelfde is als seks.
7. Dekaloog, zeven: U zult niet stelen. Majka is 16 als ze haar dochter Ania krijgt. Om een schandaal te voorkomen fingeert het gezin dat Majka's moeder Ewa de moeder van Ania is en Majka de zus. Als Ania 6 jaar oud is eist Majka haar moederrol op en ontvoert het kind.
8. Dekaloog, acht: Leg over een ander geen valse getuigenis af. De Pools-Amerikaanse Elżbieta Loranz heeft als zesjarig joods meisje Zofia ontmoet tijdens de oorlog in Warschau. Zofia weigerde haar toen te helpen en nu volgt Elżbieta gastcolleges bij de hoogleraar Zofia.
9. Dekaloog, negen: U mag niet de vrouw van uw naaste begeren. Roman ontdekt dat hij impotent is. Roman vertelt dit thuis aan zijn vrouw. Roman stelt haar voor om een minnaar te nemen, maar zij wil dit niet.
10. Dekaloog, tien: Begeer niets dat van uw naaste is. De relatie tussen twee broers komt onder druk door de erfenis van hun vader.